# Línia evolutiva d'Ekans
Aquesta línia evolutiva de Pokémon inclou Ekans i Arbok.

## Ekans
Ekans és una de les espècies que apareixen a la franquícia Pokémon. És conegut perquè és el primer Pokémon de Jessie, del Team Rocket, a Pokémon.

### Etimologia[calcitació]
El nom Ekans és una inversió del mot anglès snake ('serp').

### Morfologia[calcitació]
Ekans és una serp de color lila amb algunes marques grogues en diferents punts del seu cos. També té uns ulls molt característics dels rèptils. Tot i que no imposa tant com la seva forma evolucionada Arbok, Ekans pot ser un rival perillós.
Quan acaba de néixer encara no té verí, de manera que les seves mossegades són doloroses però no perilloses. A mesura que es va tornant vell, creix la seva longitud. S'alimenta dels ous de Pokémon com ara Pidgey o Spearow - com les boes a la vida real, se'ls empassa sencers. Si menja massa, es queda immòbil durant un temps.
És un Pokémon molt comú en zones amb herba, on s'ajau a reposar fet una espiral. Això li permet respondre ràpidament a qualsevol atac sorpresa. Per a detectar preses o enemics, fa servir la seva llengua per a tastar l'aire. Si es veu obligat a defensar-se, no només pot usar el seu verí sinó que també pot paralitzar els enemics amb una mirada dels seus ulls.

### En els videojocs[calcitació]
Ekans no es troba en molts llocs diferents, però sí que és comú a les zones on se'l troba. A la primera generació de videojocs Pokémon, Ekans és exclusiu de l'edició Pokémon Red. A més, se'l pot capturar a Pokémon Gold i Silver, Pokémon Crystal i Pokémon FireRed. Per tenir-lo a les altres edicions, cal intercanviar-lo amb algú que el posseeixi.
Les seves estadístiques ofensives són bones i també ho és la seva velocitat. No destaca especialment en cap àmbit, tot i que el seu punt feble són els punts d'impacte. Se'l sol fer servir com a atacador mixt, ja que pot aprendre una gran varietat d'atacs que pot usar amb eficiència gràcies al seu atac i atac especial. A més d'atacs de tipus verí com ara Bomba llot, pot aprendre atacs de tipus terra com Terratrèmol, de tipus roca com Allau o de tipus planta com Giga drenatge, entre d'altres. Aquesta polivalència el fa molt útil, malgrat que sempre és millor usar la forma evolucionada, Arbok.

### A l'anime[calcitació]
A Pokémon, Ekans és el primer dels Pokémon de Jessie, del Team Rocket.
Juntament amb el Koffing de James, Ekans contribueix als plans malvats del Team Rocket als primers episodis de l'anime, però a l'episodi Island of the Giant Pokémon, Ekans diu que «els Pokémon no són malvats, fan coses dolentes perquè els amos són dolents».
Aquest Ekans evoluciona a Arbok a l'episodi Dig those Diglett!, igual que el Koffing de James evoluciona a Weezing. Els membres del Team Rocket pensen que els seus Pokémon han evolucionat per fer-los contents, però en realitat és el seu període d'evolució.

## Arbok
Arbok és una de les espècies que apareixen a la franquícia Pokémon. És conegut perquè és el primer Pokémon de Jessie, del Team Rocket, a Pokémon.

### Etimologia[calcitació]
El nom Arbok és una inversió i una modificació del mot anglès 'cobra' (cobra).

### Morfologia[calcitació]
Arbok és una cobra de color lila amb algunes marques grogues en diferents punts del seu cos. Les marques que té al cap serveixen per a intimidar els seus enemics. Hi ha sis variacions possibles de la forma i el color d'aquestes marques.
Té una força immensa per enrotllar-se al voltant de quelcom i després esclafar-ho, arribant a rebentar bidons d'acer d'aquesta manera. De fet, és gairebé impossible escapolir-se d'un Arbok si ja s'ha enrotllat al cos de la presa. La naturalesa venjativa d'aquest Pokémon encara el fa més perillós. Per si no això no fos suficient, Arbok posseeix un potent verí que pot utilitzar per acabar amb els rivals.

### En els videojocs[calcitació]
Arbok no es troba en molts llocs diferents, però sí que és comú a les zones on se'l troba. A la primera generació de videojocs Pokémon, Arbok és exclusiu de l'edició Pokémon Red. A més, se'l pot capturar a Pokémon Gold i Silver, Pokémon Crystal i Pokémon FireRed. Per tenir-lo a les altres edicions, cal intercanviar-lo amb algú que el posseeixi. A les edicions on se'l pot capturar, no és un Pokémon gaire comú, i la millor opció és capturar un Ekans i evolucionar-lo.
Les seves estadístiques ofensives són bones i també ho és la seva velocitat. No destaca especialment en cap àmbit, tot i que el seu punt feble són els punts d'impacte. Se'l sol fer servir com a atacador mixt, ja que pot aprendre una gran varietat d'atacs que pot usar amb eficiència gràcies al seu atac i atac especial. A més d'atacs de tipus verí com ara Bomba llot, pot aprendre atacs de tipus terra com Terratrèmol, de tipus roca com Allau o de tipus planta com Giga drenatge, entre d'altres. Aquesta polivalència el fa molt útil.

### A l'anime[calcitació]
A Pokémon, Arbok és el primer dels Pokémon de Jessie, del Team Rocket.
Juntament amb el Koffing de James, Ekans contribueix als plans malvats del Team Rocket als primers episodis de l'anime, però a l'episodi Island of the Giant Pokémon, Ekans diu que "els Pokémon no són malvats, fan coses dolentes perquè els amos són dolents".
Aquest Ekans evoluciona en Arbok a l'episodi Dig those Diglett!, igual que el Koffing de James evoluciona a Weezing. Els membres del Team Rocket pensen que els seus Pokémon han evolucionat per fer-los contents, però en realitat és el seu període d'evolució. Molt més endavant, quan els protagonistes ja estan a Hoenn, a l'episodi A Poached Ego, James i Jesse alliberen els seus Arbok i Weezing per protegir un grup d'Ekans i Koffing amenaçat per un caçador furtiu.